# Gerbillus nigeriae
Gerbillus nigeriae је врста глодара из породице мишева.

## Распрострањење
Ареал врсте покрива средњи број држава у западној Африци. Врста има станиште у Нигеру, Нигерији, Мауританији, Малију, Чаду и Буркини Фасо.

## Угроженост
Ова врста није угрожена, и наведена је као последња брига јер има широко распрострањење.